# Долгий Колодезь (Курская область)
Долгий Колодезь — село в Беловском районе Курской области. Входит в Корочанский сельсовет.

## География
Село находится в бассейне Псла, в 77 км к юго-западу Курска, в 6 км к северо-востоку от районного центра — Белая, в 3 км от центра сельсовета — Корочка.
Улицы
В селе улицы: Деревенька, Ковалёвка, Козиновка, Маховец, Нижняя, Серёдка, Центральная.
Климат
В селе Долгий Колодезь умеренный (влажный) континентальный климат без сухого сезона с тёплым летом (Dfb в классификации Кёппена).
| Показатель                                                                   | Янв. | Фев. | Март | Апр. | Май  | Июнь | Июль | Авг. | Сен. | Окт. | Нояб. | Дек. | Год  |
| ---------------------------------------------------------------------------- | ---- | ---- | ---- | ---- | ---- | ---- | ---- | ---- | ---- | ---- | ----- | ---- | ---- |
| Средний суточный максимум, °C                                                | −3,6 | −2,4 | 3,7  | 13,5 | 19,9 | 23,2 | 25,7 | 25,2 | 18,7 | 11   | 3,8   | −0,8 | 11,5 |
| Средняя температура, °C                                                      | −5,7 | −5,1 | −0   | 8,7  | 15,2 | 18,9 | 21,3 | 20,5 | 14,5 | 7,6  | 1,5   | −2,8 | 7,9  |
| Средний суточный минимум, °C                                                 | −8,2 | −8,2 | −4,1 | 3,2  | 9,5  | 13,5 | 16,2 | 15,3 | 10,1 | 4,3  | −0,8  | −4,9 | 3,8  |
| Норма осадков, мм                                                            | 51   | 43   | 49   | 49   | 62   | 69   | 70   | 52   | 54   | 54   | 46    | 49   | 648  |
| Источник: Погода по месяцам c ru.climate-data.org(дата обращения: Июнь 2021) |      |      |      |      |      |      |      |      |      |      |       |      |      |

## Население
| 2002 | 2010 |
| ---- | ---- |
| 520  | ↘375 |

## Инфраструктура
Личное подсобное хозяйство. В селе 243 дома.

## Транспорт
Долгий Колодезь находится в 6,5 км от автодороги регионального значения 38К-028 (Обоянь — Суджа), в 1,5 км от автодороги межмуниципального значения 38Н-010 (Белая — Кривицкие Буды), в 13 км от ближайшей ж/д станции Псёл (линия Льгов I — Подкосылев).
В 75 км от аэропорта имени В. Г. Шухова (недалеко от Белгорода).

## Достопримечательности
- Церковь Преображения Господня (1871 г.)[7]